# ۴۵ دقیقه از هالیوود
۴۵ دقیقه از هالیوود (به انگلیسی: ‎45 Minutes From Hollywood) یک کمدی کوتاه است که در سال ۱۹۲۶ منتشر شد.

## نکاتی دربارهٔ فیلم
اهمیت این فیلم در دو چیز است: اول آنکه این فیلم؛ دومین فیلمی است که اولیور هاردی و استن لورل هر دو، در آن حضور دارند. (هرچند در هیچ صحنه‌ای با هم دیده نمی‌شوند) دوم آنکه این فیلم، آخرین فیلمِ هنرپیشهٔ افسونگرِ دورانِ صامت، ثیدا بارا است.
در این فیلم، از صحنه‌هایی از مادام میستری (۱۹۲۶) استفاده شده‌است. نام استن لورل در عنوان‌بندی (تیتراژ) این فیلم نیامده است، اما نام اولیور هاردی در عنوان‌بندی دیده می‌شود.

## بازیگران
- گلن تراین
- اولیور هاردی
- استن لورل
- ثیدا بارا
- جنت گینور
- مالی اودی
- تاینی سندفورد
- ادنا مورفی
- شارلوت مینو
- ویوین اوکلند
- جک هیل
- مانتی کالینز
- جی آر. اسمیت
- جری مندی
- هَم کینزی